# Iljinskij (Kraj Permski)
Iljinskij (ros. Ильинский) – osiedle w Rosji, w Kraju Permskim, ośrodek administracyjny rejonu iljińskiego. W 2010 liczyło 6288 mieszkańców.